# Helicopsyche erythronoe
Helicopsyche erythronoe là một loài Trichoptera trong họ Helicopsychidae. Chúng phân bố ở miền Ấn Độ - Mã Lai.